# Joseph de Weck
Joseph Simon de Weck (* 14. Juli 1986 in Paris) ist ein Schweizer Historiker, Politologe und Autor.

## Leben
De Weck wuchs in Paris, Hamburg und Zürich auf. De Weck schloss einen Bachelor an der London School of Economics und einen Master an der Sciences Po Paris sowie der Universität St. Gallen ab.
Nach dem Studium arbeitete de Weck als Deutschland-Reporter für Bloomberg News, bis er von 2013 bis 2017 in die EU-Abteilung des Schweizer Außenministeriums wechselte und dort die Dossiers Finanzfragen und Brexit übernahm. Seit 2020 leitet de Weck die Europa-Abteilung bei Greenmantle, einem Beratungsunternehmen für geopolitische und makroökonomische Risiken. Seit Mai 2020 ist de Weck Fellow des in den USA ansässigen Foreign Policy Research Institute.
De Weck lebt in Paris. Sein Vater ist der Schweizer Publizist Roger de Weck.

## Politische Positionen
De Weck schreibt Kommentare mit Schwerpunkt EU, Frankreich und Außenpolitik unter anderem für Die Welt, Foreign Policy und Republik (Schweiz). Er ist Kolumnist der Internationalen Politik Quarterly der Deutschen Gesellschaft für Auswärtige Politik (DGAP).

### Frankreich
In den deutschen Medien ist er für seine Analysen der französischen Politik und insbesondere von Frankreichs Präsident Emmanuel Macron bekannt. Im Juni 2021 veröffentlichte er das Buch Emmanuel Macron: Der revolutionäre Präsident, in dem vor allem in Deutschland vorherrschende Frankreich- und Macron-Stereotypen "dekonstruiert" werden.
In dem Buch bezeichnet de Weck Macron als "ungreifbaren" Präsidenten. Macrons Politik beinhalte zugleich neoliberale, sozialdemokratische, reaktionäre und progressive Elemente. Seine Wirtschaftspolitik bewertet de Weck als erfolgreich. Sie habe die Arbeitslosigkeit reduziert, ohne jedoch einen Tieflohnsektor zu schaffen. Macrons Chancengleichheitspolitik beurteilt de Weck als zu zaghaft. Macrons EU-Politik und seiner Vision eines „souveränen Europas“ habe erst die Covid-Pandemie zum Durchbruch verholfen. Mit seinem expliziten pro-europäischen Kurs sei Macron „der erste Politiker in Europa, der wirklich für das höchste Amt in seinem Land eine Kampagne gefahren hat, die Europa ins Zentrum des Wahlkampfs gestellt hat“.

### Deutschland
De Weck zufolge stellt Angela Merkel einen Bruch in der europa- und außenpolitischen Tradition der Bundesrepublik dar, welche auf den Pfeilern der europäischen Integration und Westbindung gefußt habe. An Merkel kritisiert de Weck, dass die Kanzlerin im Unterschied zu Konrad Adenauer, Helmut Schmidt und Helmut Kohl keine europapolitische Vision verfolgt. Mit Blick auf China verfolge die Kanzlerin vor allem wirtschaftliche Interessen und bringe das Land in eine neue globale Mittellage.
Ausserdem ist de Weck ein Kritiker der in Deutschland weit verbreiteten These, dass Präsident Macrons EU-Pläne darauf abzielen an deutsches Geld zu kommen. Dies sei nicht der Fall. In Deutschland werde verkannt, dass auch Frankreich seit langem ein Netto-Beitragszahler an das EU-Budget sei.

### Brexit
De Weck ist der Ansicht, dass für Großbritannien eine Strategie von tiefen Steuern und Deregulierung zur Kompensation der wirtschaftlichen Nachteile des Brexits nicht erfolgreich sein kann. Es bestehe immer weniger Spielraum für Arbitragestrategien im regulatorischen Bereich. Das Land sei zu groß, um langfristig eine Tiefsteuerpolitik verfolgen zu können und die Ansiedlung einzelner Wirtschaftsnischen würde nicht genug Arbeitsplätze schaffen.

## Veröffentlichungen
- Emmanuel Macron: Der revolutionäre Präsident. Weltkiosk, Berlin 2021, ISBN 978-3-942377-21-8.